# Sông Yangon
Sông Yangon (cũng gọi là sông Rangoon hay sông Hlaing) được tạo thành bởi sự hợp lưu của hai sông Pegu và Myitmaka và là một cửa sông sát biển kéo dài từ Yangon (cũng gọi là Rangoon) đổ vào vịnh Martaban của biển Andaman. Lòng sông có thể cho phép các tàu biển lưu thông và do đó đóng một vai trò quan trọng trong kinh tế Myanmar.
Kênh đào Twante nối sông Yangon với đồng bằng Irrawaddy hay đồng bằng Ayeyarwady, từng được gọi là 'vựa lúa của châu Á'. Nó có 1.000 dặm vuông Anh (3.000 km2) đồn điền gỗ tếch tươi tốt và đầm lấy ngập mặn, nhiều nơi nay đã được cải tạo để trồng lúa.